# Sélection de la ville hôte pour les Jeux olympiques d'hiver de 1972
Le processus de sélection pour les Jeux olympiques d'hiver de 1972 comprend quatre villes et voit celle de Sapporo au Japon sélectionnée aux dépens de Banff au Canada, de Lahti en Finlande et de Salt Lake City aux États-Unis. La sélection est réalisée lors de la 64e session du CIO à Rome en Italie, le 25 avril 1966.

## Résultats du scrutin
| Ville          | Pays       | 1er tour |
| -------------- | ---------- | -------- |
| Sapporo        | Japon      | 32       |
| Banff          | Canada     | 16       |
| Lahti          | Finlande   | 7        |
| Salt Lake City | États-Unis | 7        |